# Leopoldo di Bebenburg
Leopoldo di Bebenburg, in tedesco Lupold von Bebenburg, in latino Lupoldus Bebenbergius o Babenbergius (Rot am See, 1297 circa – Bamberga, 28 ottobre 1363), è stato un religioso e giurista tedesco canonista, vescovo di Bamberga dal 1353 (col nome di Leopoldo III) fino alla sua morte.
È noto soprattutto per i suoi scritti politici.

## Biografia
Lupold nacque nel castello di Bebenburg (oggi nella frazione di Bemberg del distretto di Brettenfeld, comune di Rot am See, distretto di Schwäbisch Hall nel Baden-Württemberg) intorno al 1297 da una famiglia di ministeriali franconi. Con il sostegno finanziario di un canonico della cattedrale di Würzburg, studiò diritto canonico a Bologna sotto Giovanni d'Andrea. Si laureò doctor decretorum nel 1316. Dopo essere tornato in Germania, divenne prevosto della chiesa di San Severo a Erfurt nel 1326, canonico della Cattedrale di Magonza nel 1327, poi arcidiacono a Würzburg e canonico della cattedrale di Bamberga nel 1329. Dal 1328 egli svolse in modo intermittente il ruolo di vicario giudiziale a Würzburg. Questa importante posizione gli permise di partecipare alle elezioni episcopali e al processo decisionale politico. Era una figura influente nella diocesi di Würzburg.
Nel 1338 Lupold fu scomunicato dal papa per essersi schierato dalla parte dell'imperatore Ludovico IV il Bavaro. Non fu assolto fino al 1351. Il 12 gennaio 1353 fu consacrato vescovo di Bamberga, sua diocesi nativa, dove rimase fino alla morte, avvenuta per una epidemia di tifo il 28 ottobre 1363.
Nella lotta tra Ludovico IV e i papi Giovanni XXII, Benedetto XII e Clemente VI, Lupold fu tra i giuristi che si schierarono dalla parte dell'imperatore. Il suo trattato De juribus regni et imperii Romanorum, dedicato al sostenitore di Luigi, l'elettore Baldovino di Treviri, si occupa meno delle idee astratte e della Politica aristotelica che di considerazioni storiche.
Sono state conservate anche due opere minori di Lupold, una in lode della devozione degli antichi principi tedeschi alla Chiesa, l'altra un lamento per le condizioni del Sacro Romano Impero.

## Opere

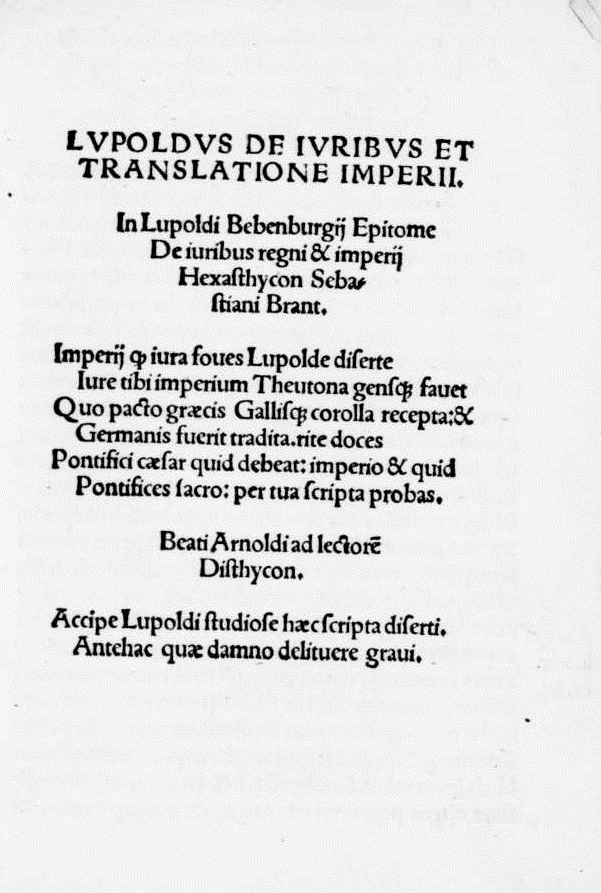
De iuribus et translatione imperii, 1508

- Liber de juribus Regni et Imperii Romanorum (scritto tra il 1338 e il 1340), Strasburgo, 1504. 
  - (LA) De iuribus et translatione imperii, Strasburgo, Matthias Schürer, 1508.
- De zelo veterorum Regum Galliae et Germaniae Principum (1341-1342).
- Ritmaticum querolosum et lamentosum dictamen de modernis cursibus e defectibus regni ac imperii Romanorum
- Libellus de zelo christiane religionis veterum principum Germanorum
- Liber privilegiorum, 1346
- Liber de ortu, cursu et occasu Karoli Magni e suorum successorum imperatorum et regum Romanorum (1325-1363), 1349